# Dicnemoloma
Dicnemoloma là một chi rêu trong họ Dicranaceae.